# Никола Бешевић
Никола Бешевић (Сплит, 28. април 1892 – Београд, 3. јул 1970) био је српски и југословенски академски сликар и један од уметника који су крчили пут модерном сликарству у међуратној Југославији. Припада кругу београдских експресиониста, али је током више од шест деценија стваралаштва пролазио кроз све фазе развоја модерне уметности. 
Део његове заоставштине налази се у легату породице Бешевић у Удружењу за културу, уметност и међународну сарадњу „Адлигат” у Београду, а Удружењу су, осим тога, додељена и ауторска права на Николина дела. 

## Биографија
Никола Бешевић рођен је 28. априла 1892. године у Сплиту, као најстарије од четворо деце у породици. Његов отац, Стеван Бешевић, пореклом Србин из Далмације, био је човек свестраних интересовања, адвокат, новинар, песник и конструктор првих модела авиона. Мајка Милева, русинка, била је виолинисткиња из угледне породице земљопоседника. Одрастао је са братом Петром и две сестре, Милицом и Вукосавом. 
У Сплиту је провео део раног детињства, одакле ће понети љубав према мору, сунцу и јарким бојама, касније преточену у пределе и боје на платну. Школовао се у Загребу, где је породица живела од 1986. године, и ту је завршио нижу гимназију и два разреда загребачке Више школе за уметност и обрт. Отац Стеван у почетку се противио Николиној одлуци да се бави сликарством наместо трговине, међутим, како је и сам неговао љубав према уметности, а Никола је био чврсто решен и упоран, одобрио је да се упише у уметничку школу.
Студије сликарства Никола је наставио у Београду, на Уметничко-занатској школи, где се са породицом преселио 1911. уочи рата. Од наредне, 1912. године, радио је као асистент у Народном музеју, а исте године на Четвртој југословенској изложби први пут излаже шест слика, које су све биле откупљене. Из овог периода сачувано је веома мало његових слика, али се на основу критика може закључити да је већ тада формирао одлике свог каснијег сликарства - широки потез и богатство колорита. Бранко Лазаревић за његове изложене студентске радове рекао је: „[...] Углавном, он је сликар светлосних ефеката. [...] О његовом цртежу не може се рећи пуно лепих речи, али о колориту би се могло рећи да је успео, о потезу да је разуздано слободан, о инвенцији да је плодна, о композицији да није рђава [...]”.
Дипломирао је 1913. године и са стипендијом српске владе отишао у Рим, да би студирао на Ликовној академији (Accademia di Belle Arti di Roma). Тамо се, заједно ca многим славним именима, по први пут појавио пред римском публиком на међународној изложби „Сецесије”, 1914. године. Студије прекида почетком Првог светског рата, када се враћа у Србију и придружује јединици хиљаду триста каплара. Повлачио се са српском војском преко Албаније и о овом догађају насликао снажну антиратну слику „Тужне мисли”, која ће дуго бити у српској амбасади у Риму. Годинама касније, албанској голготи и српским војницима посветиће и слику „Збег” (1946).
На студије у Рим вратио се 1916. године, након што је ослобођен војске због прележаног пегавог тифуса. Био је члан Међународног удружења уметника у Риму са којима је излагао сваке године, а као студент излагао је и у Женеви и Цириху (1917). Неисцрпно врело мотива налазио је на римским улицама, плантажама, дрвеним рушевинама, вртовима и мостовима и „у осећању трајања живе прошлости у садашњости”. У Риму је упознао Алису Ерјапеа, Естонку, студенткињу певања и клавира на Академији Санта Чечилија. Њих двоје венчали су се 1921. године, а потом преселили у Београд 1924. године. 
Прву самосталну изложбу Никола је одржао 1922. године у сали Новог универзитета у Београду, са 46 радова уља, акварела и пастела. Потом, заједно са сестром, такође академском сликарком, Милицом Бешевић, учествује на Петој југословенској изложби исте године. На тој изложби посебну пажњу привукле су слике инспирисане хладним Севером и естонским пределима, које су својим мотивима одударале од других топлијих слика француске школе. Никола је 1923. излагао и у Талину, главном граду Естоније и домовини своје супруге. 
По повратку у Београд 1924. године, Алиса и Никола запослили су се као наставници, он у Уметничкој школи и гимназији, а она у Музичкој школи. У Београду су заједно подигли и образовали четворо деце, Иву, који ће постати познати дечји хирург, Иванку, будућу новинарку Политике, Олгу и Стевана. Као наставници радили су да би обезбедили породицу, притом не прекидајући самосталан уметнички рад. Тако је Никола у наредним годинама приредио неколико већих колективних, али и самосталних изложби, а стварао је брзо и у свим могућим техникама - уљу, цртежу, акварелу. Учествовао је на Првој југословенској изложби графике у Београду 1934, а исте године излагао је са сестром Милицом у Софији. Учествовао је на југословенским изложбама у Енглеској, Француској, Белгији и Швајцарској, као и на свим изложбама УЛУС-а одржаним након рата. Био је члан Уметничке групе Облик са којом је излагао на свим манифестацијама.
Године 1941, током немачког бомбардовања Београда 6. априла, погинуле су Николина мајка Олга и сестра Милица, а сестра Вукосава и отац Стеван тешко су рањени. Уништен је и његов атеље у Другој мушкој гимназији, са око шездесет слика.
Бешевић је до краја живота био „стваралачки жив уметник”, како је то рекао Ђорђе Поповић. Последњу самосталну изложбу одржао је 1959. године, са 43 рада, углавном приморских акварела. Чак и тешко болестан, са Паркинсоновом болешћу, наставио је да слика све до смрти, 3. јула 1970. године.
У Београду, у Галерији културног центра, приређена му је комеморативна изложба 1971. године, чији је аутор био Станислав Живковић. Његова ћерка, Иванка Бешевић - Борели, новинарка Политике, 1998. године написала је књигу-монографију о животу и делу Николе Бешевића „Радост боја”, у издању Народног музеја у Београду, за коју је поговор писао Никола Кусовац. Тим поводом одржана је и ретроспективна изложба 1999. године.

## О сликарству Николе Бешевића
Никола Бешевић рано је показао таленат за сликарство. Најпре је био под утицајем старих мајстора, а касније је прихватио модерни израз близак симболизму, ар-нувоу, па ар-декоу, а затим ради у духу поетског реализма, карактеристичног за београдско сликарство четврте деценије, са траговима сезанизма. Био је снажан колориста, а у своје смирено сликарство уносио је експресивне елементе. Бавио се сликањем портрета, предела, мртве природе, фигуралних композиција. Био је изврстан цртач и акварелиста, а радио је и илустрације и карикатуре. Често је сликао и цртао пределе из Београда, града стално рушеног и поново зиданог, Дубровника, чији је сваки кутак знао и опевао бојама, али и Травника, везирског града пуног оријенталних мотива.
Српски критичар Тодор Манојловић писао је да је Бешевић успео да „ону флуидност и провидност, што већ давно одликује његове аквареле, пренесе и на платна”. За библијске теме рекао је да су „мајсторски компоноване, колорисане штедро сочно и жарко, у смислу најбоље млетачке традиције”, док су акварели „свежи, живописни и технички савршени до виртуозности”.  
Историчар уметности Станислав Живковић, у предговору каталога комеморативне изложбе 1971, о кретању Николиног сликарства рекао је: „Свој драгоцени таленат за музичко осећање боје, за полифоно оркестрирање, максимално је развио на мање значајним темама предела и нарочито цвећа. Раније пластични израз сменила је површина, драматичне тонове - чисте, оптимистичке боје, цртеж - арабеска и орнамент. Својим најбољим сликама из овог периода, тадашњи члан групе „Облик” представља нам се као један од протагониста значајног историјског тренутка, који је нашу предратну уметност водио из њене експерименталне фазе ка квалитетном врхунцу”.  

## Галерија
- Портрет Алисе Бешевић, уље на платну, 1922.
- Аутопортрет, уље на платну
- Портрет Вукице Бешевић, супруге Иве Бешевића, уље на платну
- Аутопортрет, уље на платну.
- Предео са чемпресима, уље на платну.
- Поглед на Травник, акварел.
- Трабакуле (далматински бродови), акварел, 1939.
- Стари град Талин, акварел, 1928.
- Градска кућа у Талину, акварел.
- Мотив из Палилуле, уље на платну
- Дубровник, уље на платну

Приложене слике део су заоставштине Николе Бешевића у Удружењу „Адлигат”